# Toxin
Ett toxin är ett giftigt ämne som är bildat av levande organismer, som ormar, insekter, växter och bakterier. Begreppet infördes av den tyska läkaren Ludwig Brieger. 
Endo- och exotoxiner är toxiner som frigörs från bakterier. Sönderfallande bakterier bildar i vissa fall endotoxiner medan deras normala ämnesomsättning åstadkommer exotoxiner.
I ruttet kött förekommer de anaeroba bakterierna Clostridium botulinum som orsakar botulism med sitt botulinumtoxin. Det är dessa som avger det dödligaste naturliga toxinet. Enligt Guinness rekordbok (2006) är det det dödligaste naturliga toxinet så giftigt att det i teorin skulle räcka med 450 gram för att utrota hela mänskligheten.[källa behövs]
AB-toxiner är toxiner med två delar där A-delen står för den toxiska effekten och B-delen ger värdspecificitet och transporterar toxinet in i rätt cell.

## Vaccin
En toxoid (även kallat anatoxin) är ett ämne som kan användas som ett vaccin mot ett visst toxin. Man tillverkar toxoider genom att behandla ett toxin. Förutom att toxinets giftverkan behöver försvinna så behöver dess förmåga att ge upphov till antikroppar finnas kvar. Formaldehyd kan användas för att avgifta vissa exotoxider.